# Karmenu Psaila
Karmenu Psaila (olaszosan Carmelo), közismert írói nevén Dun Karm (1871. október 18. Ħaż-Żebbuġ – 1961. október 13. Sliema) pap, Málta nemzeti költője, a máltai himnusz szerzője volt.

## Életútja
1871-ben született Malta szigetének központjában, Ħaż-Żebbuġ városában. Édesapja Lippin Psaila hajós volt, aki gyakran megfordult más országokban (leggyakrabban Görögországban). Édesanyja a földművescsaládból származó Lunzjata Pisani volt. Tíz gyermek közül a kilencedikként jött világra, bár öt meghalt még a születése előtt. Apja 1878-ban iskolába adta, bár még nem volt tankötelezettség. 1885-ben beiratkozott a szemináriumba, hogy szülei elképzeléseinek megfeleljen, ugyanis a papság magas státuszt jelentett akkoriban. 1888-ban írta első verseit (Del mio genio primizio) olasz nyelven, amelyeket az akkori püspöknek, Pietru Pacénak ajánlott. 1890-ben kezdett teológiát hallgatni. 1892-ben apja halálára szonettet írt A mio padre morto címmel. 1893-ban több kispappal együtt Rómába utazhatott, ahol XIII. Leo pápával közös szentmisét mutathattak be.
1894. május 17-én szentelték pappá a vallettai Szent János-társkatedrálisban, és nemsokára tanítani kezdett a florianai szemináriumban, a fiataloknak angol, olasz és latin nyelvet, az idősebbeknek egyháztörténetet és egyházi régészetet. 1896-ban jelent meg első kötete Foglie d'allore (Babérlevelek) címmel. 37 verset tartalmazott, amelyeket 17 éves kora óta írt. 1901-ben második külföldi útján Párizsban és Londonban is járt, valamint 20 napra megállt Tunéziában. 1903-ban megjelentette a Versi című kötetet Palermóban, amely néhány olasz nyelvű versét is tartalmazta. 1909-ben édesanyja is meghalt. 1910-ben a püspökség megtiltotta a szeminárium tanárainak, hogy az intézményben lakjanak, így Dun Karmnak el kellett költöznie Vallettába, egy kis lakásba, ahol 26 évig élt – saját szavaival midfun ħaj, "élve eltemetve".
1912. január 11-én – hosszas egyeztetések után Paul Galea püspökkel – Dun Karm és Ġużè Muscat Azzopardi megjelentették a máltai nyelvű Il-Ħabib című folyóiratot, amelynek első számához Psaila megírta első máltai nyelvű versét: Quddiem Xbiħa tal-Madonna (A Szűzanya szobra előtt). Ugyanebben az évben részt vett a Bécsben tartott 23. Eucharisztikus világkongresszuson. 1913-ban a Máltán tartott 24. Eucharisztikus világongresszus alkalmából Ġużepp Caruana zeneszerző kérésére himnuszt írt  Nadurawk, ja Ħobż tas-Sema (T’Adoriam Ostia Divina; Dicsőítünk, Isteni Kapu) címmel, amelyet ezen alkalomból a szentmiséken énekeltek. Az eseményen részt vevő püspökök a világ számos országában elterjesztették a közedveltté vált éneket, így azt számos nyelvre lefordították.
A máltai nyelvű szöveget maga Dun Karm készítette 1924-ben. 1914-ben megjelentette első máltai nyelvű kötetét L’euuel uard jew ġemgħa tal poeżijiet li ctibt bi lsien tagħna (Az első rózsák, avagy versek, amelyeket saját nyelvünkön írtam) címmel, lelkes támogatója, Alfons Marija Galea Sensiela tal-Mogħdija taż-Żmien (Szórakoztató írások sorozata) című sorozatának 140. kiadásaként. Vallettai magánya több híres versének lett ihletője, mint pl. a Lill-Kanarin Tiegħi (Kanárimnak), Il-Vjatku vagy a Żjara lil Ġesù (Látogatás Jézusnál). 1919-ben az érsek visszautasította a kérését, hogy nyugdíjba mehessen. 1920 szeptemberében újabb kötetet adott ki Uard iħor jew gabra ohra ta poeżijiet bil Malti címmel, hogy igazolja, hogy helyesen használva a máltai nyelv is tud annyira költői lenni, mint bármely másik. A kötetet édesanyjának ajánlotta.
1921-ben a Ħabib folyóirat köréből megalakult az Għaqda tal-Kittieba tal-Malti, a máltai nyelven írók szövetsége, amelynek első elnöke Muscat Azzopardi lett. Dun Karm annak az ötfős bizottságnak a tagja lett, amelynek javaslatot kellett kidolgoznia a máltai nyelv nyelvtanának és írásmódjának véglegesítésére. Ebben az évben írta Lil ħuti Maltin (Máltai testvéreimnek) című versét az alkotmány tiszteletére, bár csak 1939-től terjesztették, nehogy a költő a brit gyarmati politika céltáblájává váljon.
Psailaéknak meg kellett még küzdeniük azokkal is, akik a sziget Olaszországgal való egyesítését óhajtották,[forrás?] mert a máltai nyelv véleményük szerint újlatin, az olasz egy nyelvjárása (a máltai a sémi nyelvekhez tartozik, az arab származéka, nem rokon az európai nyelvekkel). Májusban kezdett a Nemzeti Könyvtárban dolgozni, mint segédkönyvtáros. 1922-ben Robert Sammut zeneszerző dallamára megírta a máltai himnuszt, amely fohász Istenhez. A verset először 1923. február 3-án énekelték el egy zártkörű koncerten a mai Nemzeti Színházban, első nyilvános előadására azonban 1936-ig kellett várni. 1941 februárjában fogadták el, mint nemzeti himnuszt. Muscat Azzopardi 1927-ben bekövetkezett halála után őt választották az Għaqda tal-Kittieba tal-Malti elnökének és az Il-Malti folyóirat szerkesztőjének. 1930-tól Ugo Foscolo I Sepolcri, (A sírok) című költeményét lefordította máltai nyelvre, 1936-ban adták ki.
1932-től a nyarakat San Pawl il-Baħar helyett San Ġiljanban töltötte, hogy könnyebben utazhasson be Vallettába. 1936-tól részletekben kezdték megjelentetni az első máltai szótárt. Még ebben az évben Sliemába költözött, ahol egy év múlva bekövetkezett hirtelen haláláig unokahúga gondoskodott róla. Ettől kezdve egyedül lakott.
A második világháború idejére (1940–1945) visszatért szülővárosába, ahol magányosan élt. 1940 végén a Mária Légió spirituálisa lett. 1941. február 27-én a L-Innu Malti hivatalosan is Málta nemzeti himnusza lett. 1942-ben lemondott az Għaqda tal-Kittieba tal-Malti elnöki tisztéről és az Il-Malti szerkesztői posztjáról is. 1945-ben Ġużè Aquilina és Pietru Pawl Saydon professzorok javaslatára megkapta az addig nem létező A máltai irodalom doktora címet, ekkor készült az egyetem könyvtárában ma is látható olajképe. 1946-ban megkapta az irodalmi teljesítmények elismerésére alapított Ġużè Muscat Azzopardi Aranyérmet, amelyet barátja fia adott át neki. Ebben az évben két antológiát is megjelentettek tőle, Ġużè Aquilina professzor az 1912 és 1940 között íródott, Ġużè Bonnici pedig a háború alatt született verseiből válogatott. 1954-ben Giovanni Curmi összegyűjtötte Dun Karm összes olasz nyelvű versét a Liriche című kötetbe. 1956-ban II. Erzsébet királynő a Brit Birodalom Érdemrendje parancsnoki fokozatával tüntette ki. 1961 júniusában a sliemai The Blue Sisters idősek otthonába költözött, itt is halt meg ez év októberében.

## Kritikája
Mario Azzopardi Psailáról szóló 1993-as könyvében felveti, hogy a szociális kérdések kapcsán a költő tartózkodó álláspontot képviselt. Psaila versei egy olyan időszakban romantizálja a népi érzéseket, amikor nagyméretű szegénység uralkodott vidéken, s soha nem szólal fel a kisemmizettekért. Verseiből kiviláglik erős konzervativizmusa és a női emancipációval szembeni ellenérzései.

## Munkái
- Foglie d'allore (Babérlevelek, 1896)
- Versi (1903)
- L’euuel uard jew ġemgħa tal poeżijiet li ctibt bi lsien tagħna (Az első rózsák, avagy versek, amelyeket saját nyelvünkön írtam, 1914)
- Uard ihor jew gabra ohra ta poezijiet bil Malti (A második máltai nyelvű versgyűjtemény, 1920)
- Liriche (összes olasz nyelvű költeménye, szerk. Giovanni Curmi, 1954)
- Dun Karm – Poet of Malta (angolra fordított versek, szerk. A. J. Arberry, 1957)

### Fordítások
- I Sepolcri (Ugo Foscolo operája, 1930–1936)
- Ineż u Emilja (Domenico Caprile: Gli angeli del Perdono, regény, 1935)

### Szerkesztőként
- Il-Ħabib (folyóirat, 1912-től)
- Il-Malti (folyóirat, 1927–1942)
- Máltai szótár (1936-tól)